# 亦園村

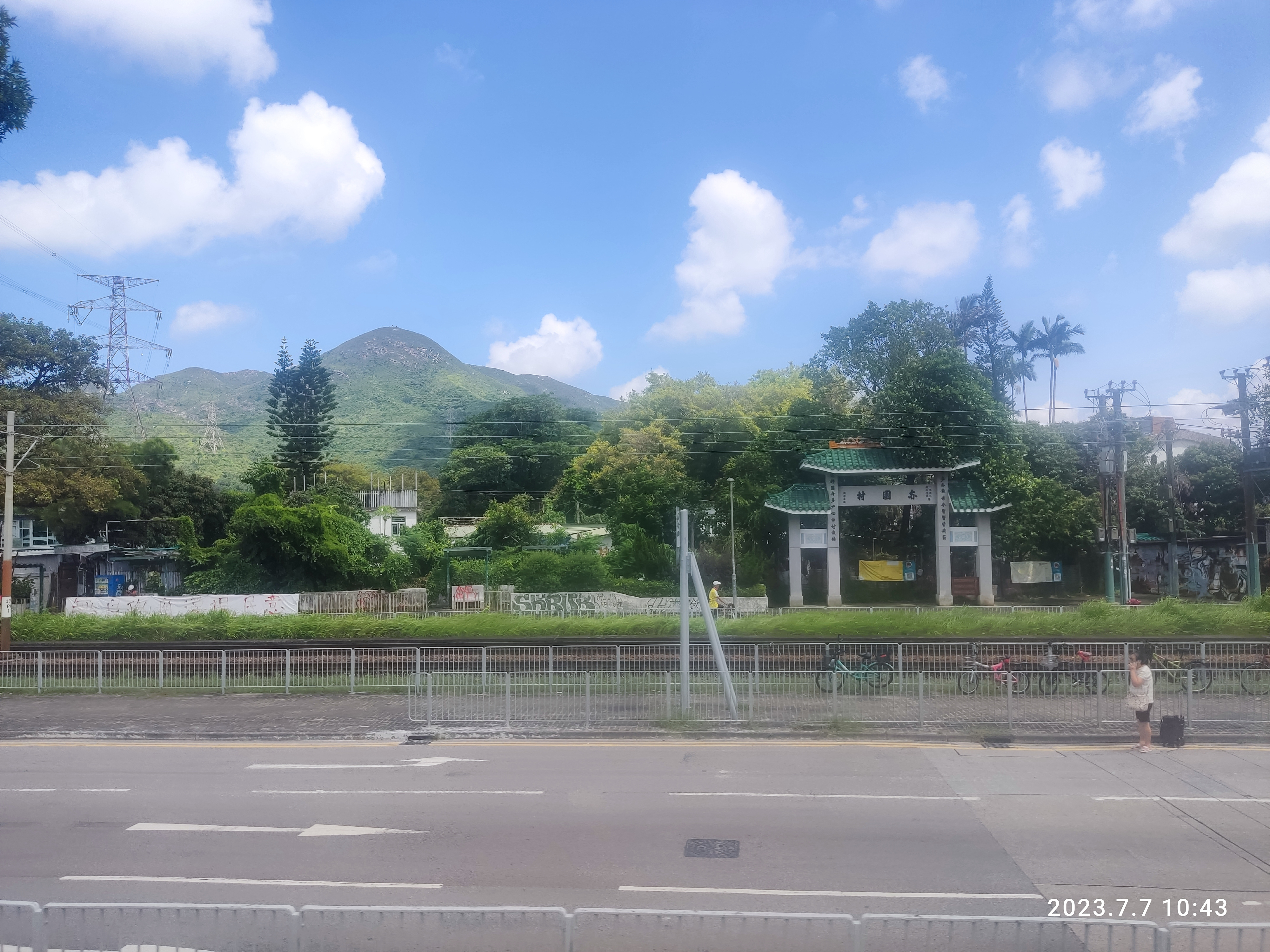

亦園村（英語：Yick Yuen Tsuen）位於香港新界屯門區近洪水橋，是一條非原居民村，隸屬於屯門鄉事委員會。

## 地理
亦園是位於洪水橋田心新村和屯門青磚圍之間的一片平原，北面是圓頭山，南面以青山公路為界，青山公路對面有鍾屋村、順豐圍和泥圍。亦園村橫跨元朗區和屯門區，不便於地方行政管理。1984年，亦園全部部份歸入屯門區管轄。

## 亦園農場
亦園村得名於亦園農場。1930年代，農商何偉三在青山公路廿二咪半以北一地段開設農場，畜養禽類、種植蔬菜和果樹，佔地約170畝，是為亦園農場。香港日治時期期間，亦園農場繼續經營，是新界主要農場之一。戰後，香港政府一度計劃將屏山至亦園一帶的平原用作發展新機場，何偉三資助屏山鄉和鍾屋村代表鄧松年、鍾少庭上廣州向國民政府陳情，最終香港政府擱置屏山機場計劃。1950年代初，報章報道亦園農場用科學方法飼養肉雞，使肉質嫩滑肥爽。亦園農場以「亦園雞」品牌馳名港九，並出售予到場遊客、各大墟市和酒樓。
至1950年代末，亦園農場附近已建有不少雞場，亦有豬場、鴿場，不少人在農場之間搭建寮舍聚居。亦園逐漸發展成一條雜姓村落，村中以正街最為熱鬧，兩旁有不少商店，亦有北街、南街等街巷。1970年代村中人口續增，村代表周啟華等人發起成立街坊聯誼花炮會，參與天后誕慶祝活動，並發展成日後的居民聯誼會。1970年代末，亦園村街坊會成立，位於亦園路的街坊會會所（村公所）亦落成啟用。1998年，位於村口的亦園村牌樓落成。
1980年代初，亦園農場已結業，農場原址於1983年被政府闢作亦園臨時房屋區，直到1993年關閉。1993年，中電計劃將大型電纜橫跨亦園村上空，村民群起反對但無效。自1980年代起，很多農場改作住屋之用，而近圓頭山山腳的很多農地被租出作物流貨倉、混凝土工場之用，加上九廣西鐵和深港西部通道分別於2003年和2007在村周圍落成，現代化發展大大影響亦園村原來的鄉郊面貌。2022年，亦園村約有2,000多名村民。

## 未來發展
1999年，政府計劃興建洪水橋環保城，需收回亦園村地皮，村民群起反對，後來計劃擱置。2013年，政府公佈洪水橋新發展區初步發展大綱圖，計劃清拆五條非原居民村，當中包括亦園村。有不少村民均表示反對拆村，而村代表蔡志本建議政府以「村換村」方式安置村民。2022年，新發展區道路工程正式刊憲。

## 外部連結
- 居民代表選舉亦園村（屯門）的劃定現有鄉村範圍（2019至2022年） （页面存档备份，存于）